# Pterospermum longipes
Pterospermum longipes är en malvaväxtart som beskrevs av Elmer Drew Merrill. Pterospermum longipes ingår i släktet Pterospermum och familjen malvaväxter. Inga underarter finns listade i Catalogue of Life.